# مارك مانشيني
مارك مانشيني (بالإنجليزية: Marc Mancini)‏ هو كاتب أمريكي، ولد في 1946.